# 斯卡羅 (頭銜)
斯卡羅（排灣語：Seqaro、Su-qaro、Seqalu），為恆春半島瑯嶠十八社原住民對於頭人的稱呼，即「乘轎者」的意思。
在排灣族語中「qaro」有著多重語意，其中就有「擔子」、「轎子」的意思。古時瑯嶠十八社的四大組成勢力豬朥束社、射麻里社、貓仔社以及龍鑾社各股頭目外出，或者與其他番社有會議時，頭目會被抬上轎出遠門，因被在地排灣人稱為斯卡羅（Seqaro），有「被抬者」、「乘轎者」、「轎子上的人」的意思。在祭儀中，在頭目生日或是祭典高潮之時，會請頭目坐上藤椅，由族人高舉藤椅跳舞，吟唱並讚頌頭目，今日旭海部落亦流傳了一首「抬頭目之歌」，「抬頭目」的儀式在當地仍保留重要性。
但「斯卡羅」這個頭銜隨著瑯嶠十八社的瓦解和頭目權勢衰弱，逐漸被原住民後代所遺忘。舊稱豬朥束社的今日的滿州鄉里德村，即使對頭人家族光輝的過去朗朗上口，但到了今日絕大多數的老人都沒有聽說過「斯卡羅」這個名稱，第二大勢力射麻里社所在的滿州鄉永靖村，耆老也同樣沒有聽過「斯卡羅」。就算是在旭海部落的瑯嶠十八社總頭目潘文杰後代，「斯卡羅」一詞也是在1980年代從研究者口中得知。學者林開世認為「斯卡羅」這種對頭人的頭銜，而隨著頭人權勢喪落，這種頭銜稱呼也跟著逝去。